# Ferenc Kontra (pisarz)
Ferenc Kontra (ur. 18 czerwca 1958 w Dražu) – węgierski pisarz i dziennikarz. 

## Biografia
Urodził się w Dražu w Jugosławii (obecnie Chorwacja), tam też spędził dzieciństwo. W 1977 roku ukończył szkołę średnią ( Lajos-Nagy-Gymnasium) w Peczu. Studiował filologię węgierską i angielską na Uniwersytecie w Segedynie  po studiach, w 1983 roku wrócił do Chorwacji, do Osijeka, gdzie pracował w tygodniku Magyar Képes Ujság. W 1987 roku przeprowadził się do Nowego Sadu (obecnie Serbia), tam współpracował z czasopismem Új Symposion. Od 1991 roku pracował w Magyar Szó, węgierskojęzycznym dzienniku przeznaczonym dla węgierskiej mniejszości w Wojwodinie, początkowo jako autor artykułów, potem jako redaktor rubryki kulturalnej.  

## Wyróżnienia i nagrody
- Nagroda Sándora Máraiego (2013)
- Nagroda im. Attili Józsefa (2014)
- Nagroda im. János Arany (2018)

## Wybrane utwory
- Jelenések (1984, wiersze)
- Fehér tükrök (1986, wiersze)
- Drávaszögi keresztek (1988, powieść)
- Nagy a sátán birodalma (1991, opowiadania)
- Ősök jussán (1993, opowiadania)
- Holtak országa (1993, opowiadania)
- Kalendárium (1993, opowiadania dla dzieci)
- Úgy törnek el (1995, opowiadania)
- A halász fiai ahogyan a kopácsiak elmesélték (1995, powieść dla młodzieży)
- Gyilkosság a joghurt miatt. A bűn mint próza (1998, kryminał)
- Gimnazisták. Magyarország, elejétől fogva (2002, powieść)
- A kastély kutyái, egy utazás fejezetei (2002)
- Farkasok órája (2003, powieść)
- Wien (2006, powieść)
- Idegen (2013, powieść)
- Angyalok regénye (2014, powieść)
- Az álom hídja (2018, powieść)
- Lepkefogó (2020, powieść)

## Źródła
- Strona pisarza. kontraferenc.com. [zarchiwizowane z tego adresu (2016-03-26)].
- Opowiadania – Ferenc Kontra. opowiadanie.org. [zarchiwizowane z tego adresu (2016-04-25)].
- www.herrenhaus-edenkoben.de
- Szerzői adatlapja a Publishing Hungaryn